# Timycha
Timycha de Sparte (en grec ancien Τιμύχα Λακεδαιμονία) est une philosophe pythagoricienne semi-légendaire du IVe siècle av. J.-C.

## Éléments biographiques
Jamblique, dans sa Vie de Pythagore, cite Timycha dans une anecdote, servant de leçon sur la sophrosyne, qu'il emprunte à Hippobote et Néanthe de Cyzique. Il raconte comment le tyran de Sicile, Denys l'Ancien, contrarié par le fait qu'aucun Pythagoricien ne voulait lui accorder son amitié, prépara un guet-apens lors de leur migration saisonnière de Taras (Tarente) à Métaponte. Ceux-ci préférèrent fuir, et commençaient à distancer leurs assaillants ; mais arrivés devant un champ de fève, les philosophes préférèrent s'arrêter et se faire capturer plutôt que de marcher sur les fèves. Les Pythagoriciens sont massacrés ; Timycha, alors enceinte, et son mari Myllias, qui traînaient en arrière en raison de sa grossesse, sont capturés et amenés devant Denys.
Celui-ci leur demanda de gouverner avec lui, mais essuya un refus de leur part ; il leur demande de lui expliquer tout de même une chose, s'ils voulaient être libérés : pour quelle raison les pythagoriciens préférèrent-ils mourir plutôt que de marcher sur des fèves ? Ce à quoi Myllias lui répond : « Ils étaient prêts à mourir plutôt que de marcher sur des fèves, et je préférais marcher sur des fèves plutôt que t'en donner la raison ». Furieux, Denys fait torturer Timycha. Par crainte de divulguer sous la torture les secrets pythagoriciens, Timycha préféra mordre sa propre langue et la cracher au visage de Denys.
Porphyre a également raconté l'épisode dans sa Vie de Pythagore, mais les manuscrits qui nous sont parvenus s'arrêtent juste au moment où il commence à raconter l'histoire.

## Analyse
Selon Tiziano Dorandi, dans son édition de Philodème de Gadara, l'anecdote est incertaine, il s'agit d'un topos littéraire qui a notamment été attribué à Théano. L'épisode du champ de fèves est en partie repris par Diogène Laërce dans le récit de la mort de Pythagore, qu'il fait protagoniste de l'anecdote (Pythagore est exécuté quand il refuse de traverser le champ).

### Sources anciennes
- Jamblique, Vie de Pythagore, 189-194.
- Porphyre, Vie de Pythagore, 61.
- Proclus, Commentaires sur la République de Platon, I, 248.
- Saint Ambroise, Sermons sur la virginité.

### Études
- Claudia Montepaone, « Timycha, donna filosofa, suo marito pitagorico e il tiranno: modelli di genere? », dans Dossier : Les « mystères » : Questionner une catégorie, Éditions de l'École des hautes études en sciences sociales, 2017 (ISBN 978-2-7132-3073-8 et 2-7132-3073-X, OCLC 1089437279, lire en ligne).